# 东坞源水库
东坞源水库是中国浙江省丽水市松阳县境内的一座水库，位于松阳溪支流东坞溪上，建于1978年。水库正常库容为1251万立方米，集雨面积为29平方千米，海拔为201米。